# Theeb
Theeb è un film del 2014 diretto da Naji Abu Nowar.

## Trama
Ambientato durante la Prima guerra mondiale, tratta una storia di formazione di un ragazzo Theeb, giovane beduino, che deve cercare di  sopravvivere nel deserto del Uadi Rum, in Giordania, e di un soldato britannico e della sua guida.

## Riconoscimenti
- 2016 - Premio Oscar
  - Candidatura a Miglior film straniero (Giordania)